# Skydive Dubai Pro Cycling Team/Saison 2014
Dieser Artikel listet Erfolge und Fahrer des Radsportteams Skydive Dubai Pro Cycling Team in der Saison 2014 auf.

## Erfolge in der UCI Africa Tour
| Datum    | Rennen                                         | Kat. | Fahrer         |
| -------- | ---------------------------------------------- | ---- | -------------- |
| 20. Juni | Marokkanische Meisterschaft – Einzelzeitfahren | CN   | Soufiane Haddi |
| 21. Juni | Marokkanische Meisterschaft – Straßenrennen    | CN   | Adil Jelloul   |
| 22. Juni | Tunesische Meisterschaft – Straßenrennen       | CN   | Rafaâ Chtioui  |

## Erfolge in der UCI Asia Tour
| Datum                      | Rennen                                           | Kat. | Fahrer                |
| -------------------------- | ------------------------------------------------ | ---- | --------------------- |
| 1. April                   | 1. Etappe Tour of Thailand                       | 2.2  | Lucas Sebastián Haedo |
| 27. April                  | Melaka Chief Minister’s Cup                      | 1.2  | Aleksandr Pliușkin    |
| 31. Mai                    | 2. Etappe Tour de Kumano                         | 2.2  | Francisco Mancebo     |
| 1. Juni                    | Gesamtwertung Tour de Kumano                     | 2.2  | Francisco Mancebo     |
| 11. Juni                   | 5. Etappe Tour de Singkarak                      | 2.2  | Óscar Pujol           |
| 14. Juni                   | 8. Etappe Tour de Singkarak                      | 2.2  | Soufiane Haddi        |
| 28. November               | 1. Etappe Sharjah International Cycling Tour     | 2.2  | Aleksandr Pliușkin    |
| 29. November               | 2. Etappe Sharjah International Cycling Tour     | 2.2  | Soufiane Haddi        |
| 30. November               | 3. Etappe Sharjah International Cycling Tour     | 2.2  | Aleksandr Pliușkin    |
| 28. November – 1. Dezember | Gesamtwertung Sharjah International Cycling Tour | 2.2  | Aleksandr Pliușkin    |
| 13. Dezember               | 1. Etappe Jelajah Malaysia                       | 2.2  | Rafaâ Chtioui         |
| 13.–17. Dezember           | Gesamtwertung Jelajah Malaysia                   | 2.2  | Rafaâ Chtioui         |

## Mannschaft
| Name                   | Geburtstag         | Nationalität                 | Team 2013              |
| ---------------------- | ------------------ | ---------------------------- | ---------------------- |
| Mohamed Hasan Al Marwi | 13. September 1988 | Vereinigte Arabische Emirate | Neoprofi               |
| Marwan Al Rum          | 15. Oktober 1990   | Vereinigte Arabische Emirate | Neoprofi               |
| Nawaf Albalooshi       | 28. Mai 1993       | Vereinigte Arabische Emirate | Neoprofi               |
| Marwan Ali             | 14. September 1979 | Vereinigte Arabische Emirate | Neoprofi               |
| Suhail Alsabbagh       | 11. Dezember 1995  | Vereinigte Arabische Emirate | Neoprofi               |
| Rafaâ Chtioui          | 26. Januar 1986    | Tunesien                     | Team Europcar (2012)   |
| Soufiane Haddi         | 2. Februar 1991    | Marokko                      | Neoprofi               |
| Lucas Sebastián Haedo  | 18. April 1983     | Argentinien                  | Cannondale Pro Cycling |
| Maher Hasnaoui         | 22. September 1989 | Tunesien                     | Neoprofi               |
| Khalid Ibrahim         | 12. November 1995  | Vereinigte Arabische Emirate | Neoprofi               |
| Adil Jelloul           | 14. Juli 1982      | Marokko                      | Neoprofi               |
| Francisco Mancebo      | 9. März 1976       | Spanien                      | 5 Hour Energy          |
| Tariq Obaid            | 1. April 1984      | Vereinigte Arabische Emirate | Neoprofi               |
| Aleksandr Pliușkin     | 13. Januar 1987    | Moldau                       | IAM Cycling            |
| Óscar Pujol            | 16. Oktober 1983   | Spanien                      | Polygon Sweet Nice     |